# Скакавица (резерват)
Вижте пояснителната страница за други значения на Скакавица.
Скакавица е резерват на територията на Национален парк Рила, един от най-малките в България.

## Основаване и статут
Обявен е за резерват с обща площ 70,8 хектара със Заповед No.508 на Комитета за опазване на природната среда при Министерски съвет от 28.03.1968 година.

## Местоположение
Обхваща местността Скакавица и Мала Скакавица от местността Зелени Преслап до водопада Скакавица, а на югозапад стига до високопланинското пасбище в района на изворите на река Горица. Разположен изцяло във високата част на Джерманската долина. Площта му е близо 70,8 хектара простира се между 1850 и 2050 м надморска височина и е разположен в северната част на Рила. На територията му се намира най-високия водопад в планината – Скакавица.

## Флора
Най-обширни площи от резервата са заети с гори. Скакавица се намира на сравнително голяма надморска височина, което обуславя доброто развитие на иглолистните дървесни видове, като бял и черен бор. От голяма важност са вековните обширни гори от бяла мура, обхващащи по-ниските части на резерват Скакавица. Срещат се голям брой защитени растителни видове – планински божур, български омайник, златиста кандилка, златовръх и други, както и редките видове планинска дилянка, преходна мурава.

## Фауна
Въпреки малката територия, която заема Скакавица, в него се опазват голям брой гръбначни животни. От бозайниците най-разпространени са сърна, дива свиня, лисица, вълк и други. Освен това се срещат и видовете глухар, черен кълвач, сокерица, усойница, планинска водна жаба.